# Hookeriopsis leiophylla
Hookeriopsis leiophylla là một loài Rêu trong họ Hookeriaceae. Loài này được (Besch.) A. Jaeger mô tả khoa học đầu tiên năm 1877.